# Eggingen
Eggingen es un municipio en el distrito de Waldshut en el sur de Baden-Wurtemberg, Alemania. Fue mencionado por vez primera en un documento escrito del año 888 como propiedad del conde Adelbert II, conde de la región histórica Albgovia (que no debe confundirse con Algovia), bajo el nombre Erchinga. En 1056 la aldea fue escrita Ekkingen, en 1339 Eggingen y ya una década más tarde se mencionaron las dos aldeas separadas Obern Eggingen (Alto Eggingen) y Nieder Eggingen (Bajo Eggingen). Estas dos aldeas que más tarde se llamaron Obereggingen y Untereggingen se fusionaron en 1971.

## Enlaces
- Wikimedia Commons alberga una categoría multimedia sobre Eggingen.